# Gelasma glaucaria
Gelasma glaucaria är en fjärilsart som beskrevs av Walker 1866. Gelasma glaucaria ingår i släktet Gelasma och familjen mätare. Inga underarter finns listade i Catalogue of Life.